# Vlag van Ried

Vlag van Ried

De vlag van Ried is het dorpsvlag van het Nederlandse dorp Ried, in de Friese gemeente Waadhoeke. De vlag werd in de huidige vorm in 2000 geregistreerd.

## Beschrijving
De beschrijving van de vlag is als volgt:
Gedeeld over de vluchtdiagonaal van wit en geel met over de deellijn een golvende blauwe linkerschuinbalk van 2/5 vlaghoogte; in de broektop een aanziende zwarte kattenkop met gele ogen.
De kleuren zijn afkomstig van het dorpswapen.

## Symboliek
- Golvende schuinbaan: symbool voor de stroom de Ried waar het dorp zijn naam aan ontleent.[2]

Kattenkop: duidt op de bijnaam van de inwoners van Ried (Riedster katten).
- Kleurstelling: de vlag is net als het dorpswapen een omgekeerde uitvoering van het wapen van Westergo. De vlag heeft een gele baan als verwijzing naar de kleigrond rond het dorp en het koren wat daar gedijt.[2]